# Улица Болгар (Казань)
Улица Болгар (Булгар, тат. Болгар урамы, Bolğar uramı) — улица в Приволжском районе Казани. 

## География
Проходит с запада на восток от участка железной дороги Вахитово — Метро Аметьево до улицы Шарифа Камала. До середины XX века пересекалась также с улицами Яшляр, Производственная, Гассара, Сары Садыковой и Габдуллы Тукая.

## История
Улица возникла не позднее 1-й половины XIX века. До революции носила название 1-я Поперечно-Николаевская улица или 1-й Поперечно-Николаевский переулок и относилась к 5-й полицейской части г. Казани. В 1914 году постановлением Казанской городской думы улица была переименована в Чистопольскую улицу, но реально это название не использовалось.
23 сентября 1924 года получила название 1-я Поперечно-Вахитовская улица.
2 ноября 1927 года протоколом комиссии по наименованию улиц при Казгорсовете улице была переименована в улицу Булгарского, однако 15 декабря того же года переименование было отменено президиумом Казгорсовета. Современное название носит с 16 мая 1929 года.
В первые годы советской власти административно относилась к 5-й части города; после введения в городе деления на административные районы относилась к Сталинскому (с 1956 года Приволжскому) району.